# Toma Lá, Dá Cá
Toma Lá, Dá Cá é um seriado de televisão brasileiro produzido pela TV Globo, criado por Maria Carmem Barbosa e por Miguel Falabella (também protagonista e responsável pelo roteiro final) exibido de 7 de agosto de 2007 até 22 de dezembro de 2009. Começou como um especial de fim de ano, exibido em 29 de dezembro de 2005. O episódio piloto deu origem a um show homônimo, a partir de 7 de agosto de 2007, exibido às terças-feiras, substituindo a série A Diarista e sendo substituída pela série policial Força-Tarefa.
A série tinha a direção geral de Cininha de Paula, que substituiu Mauro Mendonça Filho, sendo que a direção de núcleo era de Roberto Talma. Na época, muitos consideraram a série uma espécie de sucessora espiritual de Sai de Baixo, devido ao fato de também se ambientar em um condomínio e ter Miguel Falabella e também Marisa Orth no elenco.
Conta com Miguel Falabella, Adriana Esteves, Marisa Orth, Diogo Vilela, Arlete Salles, Fernanda Souza, Stella Miranda e Alessandra Maestrini nos papéis principais.

## Enredo
No condomínio Jambalaya Ocean Drive dois casais vizinhos de andar passam por situações hilárias e confusões do dia a dia. O corretor de imóveis Mário Jorge (Miguel Falabella) foi casado com Rita (Marisa Orth) no passado, também corretora, com quem teve Isadora (Fernanda Souza) e Tatalo (George Sauma), porém ele hoje vive com Célinha (Adriana Esteves). Celinha antes foi casada com o dentista Arnaldo (Diogo Vilela) e deu à luz Adônis (Daniel Torres), porém ele casou-se com Rita posteriormente, o que culminou uma troca de casais. O seriado começa deste ponto, com os casais juntos há 10 anos. Mário Jorge e Rita se tornaram rivais de trabalho, Isadora é uma trambiqueira, Adônis é um adolescente complexado, enquanto Tatalo não consegue trabalho e tenta de tudo para conseguir garotas. Neste mesmo cenário vive Copélia (Arlete Salles), mãe de Célinha, uma mulher ninfomaníaca que não se prende a nenhum homem e leva todas as conversas para o lado sexual. A empregada paranaense Bozena (Alessandra Maestrini) divide-se entre as duas famílias, trabalhando um dia na casa de cada uma delas, tendo sempre uma história estranha para contar de sua cidade natal, Pato Branco. A síndica do prédio, dona Álvara (Stela Miranda) é a antagonista cômica da trama e sempre inferniza a vida dos moradores do condomínio para se dar bem. Tatalo acaba por engravidar uma artista circense durante a temporada, tendo gêmeos, que são levados por ela para as viagens do circos. Enquanto isso o rapaz, sem conseguir emprego, se sujeita às ideias mirabolantes de Álvara e Mário Jorge para conseguir dinheiro para a pensão, como se vestir de Aedes aegypti em sua campanha antidengue e de sapo, quando seu pai começa a vender carne de rã.
Na segunda temporada Ladir (Ítalo Rossi), marido de Álvara, entra para o elenco, sendo um homem bissexual e com a liberdade sexual tão aberta quanto de Copélia, sua melhor amiga. Para ele tudo em sua volta é "mara" (diminutivo de "maravilhoso"), sendo que no decorrer da temporada é revelado que ele se travestia de drag queen sob o nome de Dirla antes de se casar com Álvara. Apesar da orientação sexual do personagem ser geralmente associada a homens, deixa-se implícito que ele se relaciona com Álvara em surubas e, apesar de ela saber dos trejeitos do marido, a síndica prefere-o assim. Nesta temporada Isadora compra o diploma de direito e se torna advogada, além de se casar com o deputado corrupto Ícaro Mojave (Thiago Fragoso) apenas por seu dinheiro, sendo herdeira dele quando este morre. Ela se lança como vereadora pela comunidade do Porco Fumado, uma favela próxima ao condomínio, e se torna a eleita com mais votos do Rio de Janeiro. Também na segunda temporada passa a fazer parte do elenco a ex-policial lésbica Deise Coturno (Norma Bengell), que é apaixonada por Bozena e sempre é discriminada pelos moradores, que a chamam de "sapatão". Ela é comparsa de Álvara em suas armações, apesar desta ser a que mais pratica preconceito contra ela, além de ser braço-direito de Isadora.
Na terceira temporada Seu Ladir deixa o elenco, sendo apenas mencionado, e passa a fazer parte a Draª Percy (Miguel Magno), psicoterapeuta de Adônis, que criou um grande laço afetivo com ela. Ela acaba analisando sempre a família toda, apesar de não ter ética e seus métodos profissionais serem duvidosos. Para ironizar a crise econômica de 2008 diversas críticas sociais são incorporadas, como Arnaldo fechando seu consultório odontológico e passando a atender os pacientes em casa e Mário Jorge trabalhando para Álvara como pedreiro. Além disso Tatalo engravida novamente outra garota, Patritchia (Marcele Nogueira).

## Elenco

### Principal
| Ator                 | Personagem                                 | Temporadas | Temporadas | Temporadas |
| Ator                 | Personagem                                 | 1 (2007)   | 2 (2008)   | 3 (2009)   |
| -------------------- | ------------------------------------------ | ---------- | ---------- | ---------- |
| Miguel Falabella     | Mário Jorge Dassoin                        |            |            |            |
| Adriana Esteves      | Célia Regina Rocha Dassoin (Celinha)       |            |            |            |
| Marisa Orth          | Rita de Almeida Dassoin Moreira            |            |            |            |
| Diogo Vilela         | Arnaldo Moreira                            |            |            |            |
| Arlete Salles        | Copélia Rocha                              |            |            |            |
| Fernanda Souza       | Isadora de Almeida Dassoin-Mojave          |            |            |            |
| Stella Miranda       | Álvara Miranda                             |            |            |            |
| Alessandra Maestrini | Bozena Kuznetsovsky                        |            |            |            |
| George Sauma         | Antônio Carlos de Almeida Dassoin (Tatalo) |            |            |            |
| Daniel Torres        | Adônis Rocha Moreira                       |            |            |            |
| Ítalo Rossi          | Ladir Miranda / Dirla Thomas               |            |            |            |
| Norma Bengell        | Deise Coturno                              |            |            |            |

### Recorrente
| Ator              | Personagem         | Temporadas | Temporadas | Temporadas |
| Ator              | Personagem         | 1 (2007)   | 2 (2008)   | 3 (2009)   |
| ----------------- | ------------------ | ---------- | ---------- | ---------- |
| Jessica Marina    | Princesa Grace     |            |            |            |
| Alexandre Zacchia | Ratão              |            |            |            |
| Miguel Magno      | Drª. Percy Lambert |            |            |            |

## Personagens
Principais

O elenco do seriado com a autora Maria Carmem Barbosa (centro): Fernanda Souza, George Sauma, Alessandra Maestrini, Arlete Salles, Adriana Esteves, Miguel Falabella, Marisa Orth, Diogo Vilela, Stella Miranda, Norma Bengell, Ítalo Rossi e Daniel Torres.

- Mário Jorge Dassoin (Miguel Falabella): Corretor de imóveis e ex-surfista de origem francesa,[1] Mário Jorge é o ex-marido de Rita e atual marido de Celinha. Debochado e irônico, sempre possui um comentário sarcástico para cada personagem. Ele tem grande preocupação com o comportamento de Isadora, que vai de mal a pior.
- Célia Regina Rocha Dassoin (Celinha) (Adriana Esteves): Dona de casa prestativa e exemplar de origem portuguesa,[1] Celinha é ex-mulher de Arnaldo e atual mulher de Mário Jorge. Celinha exige uma atmosfera tranquila em sua casa, pelo seu bem e de seu filho Adônis, mas nunca consegue com a presença de sua mãe e dos demais que insistem em entrar na sua casa com frequência, tirando sua privacidade.
- Rita de Almeida Dassoin Moreira (Marisa Orth): Corretora de imóveis de origem portuguesa,[1] tem como rival nos negócios Mário Jorge, com quem já foi casada. Por trabalhar demais e estar sempre com pressa, Rita não consegue ser tão boa dona de casa como Celinha. Seu atual marido é Arnaldo, que já foi casado com Celinha,
- Arnaldo Moreira (Diogo Vilela): Dentista metódico de origem espanhola,[1] e obcecado com a profissão, Arnaldo é ex-marido de Celinha e atual marido de Rita. Arnaldo sempre busca como clientes as celebridades, para conseguir um dinheiro a mais, mas raramente consegue. De vez em quando, irrita Rita, Celinha e Mário Jorge com seus cansativos discursos sobre sua profissão e outros assuntos. Durante o enredo, percebe-se que Arnaldo é fascinado por livros de autoajuda.
- Copélia Rocha (Arlete Salles): Despachada e livre de qualquer tabu,de origem portuguesa,[1] Copélia é a mãe de Celinha e acaba indo morar com a filha. Pelo seu comportamento pervertido e suas lembranças ninfomaníacas da juventude, Copélia horroriza aqueles que param para ouvir o que diz.
- Isadora de Almeida Dassoin-Mojave (Fernanda Souza): Filha de Mário Jorge e Rita de origem francesa e portuguesa,[1] Isadora é a "mau-caráter" da família. É repetente, rebelde, namoradeira, sempre está atrás de algum dinheiro e sempre se mete em confusão, o que enlouquece sua família. É amiga de Copélia, e juntas aprontam muitas loucuras. Está sempre querendo se dar bem, armar confusões e passar a perna nos outros, inclusive em sua própria família. Casou com o político Ícaro Mojave (Thiago Fragoso) por interesse, e assumiu o nome do marido.
- Álvara Miranda (Stella Miranda): É a maquiavélica síndica do prédio. Inescrupulosa, cruel e sádica, Dona Álvara põe o terror em seus moradores e não tem escrúpulos para realizar o que lhe convém. Ela tem um gosto especial para pegar no pé de Mário Jorge, Celinha, Rita e Arnaldo. Com o passar do tempo, o simples ato de falar seu nome acaba "evocando-a". Álvara utiliza diversos métodos para criar taxas extras para arrancar dinheiro dos moradores do condomínio, o qual ela, além de síndica, é presidente. É casada com Ladir Miranda, mas mesmo assim, ambos são assanhados e muitas vezes tentam seduzir Mario Jorge, Arnaldo e Tatalo.
- Bozena Kuznetsovsky (Alessandra Maestrini): Nascida e criada em Pato Branco de origem polaca,[1] Bozena é a doméstica de ambas as casas, demonstrando comportamento diferente em cada uma delas. Divertida, sempre se lembra de "casos" de sua cidade natal. Mesmo sendo empregada, ela não reconhece seu lugar e acaba se metendo mais do que deve no dia a dia dos patrões, e por isso, às vezes, acaba sendo ofendida por Mário Jorge e Arnaldo.
- Antônio Carlos de Almeida Dassoin (Tatalo) (George Sauma): Segundo filho de Mário Jorge e Rita,de origem francesa e portuguesa,[1] Tatalo é avoado e raramente presta atenção no que acontece á sua volta. De vez em quando acaba falando coisas sensatas, mas logo volta para sua alienação.
- Adônis Rocha Moreira (Daniel Torres): Filho de Celinha e Arnaldo de origem portuguesa e espanhola,[1] Adônis é à frente de seu tempo. Preocupado com questões sociais e ambientais, Adônis geralmente censura constantemente o comportamento de seus familiares.
- Ladir Miranda (Ítalo Rossi): É o marido de Dona Álvara, bissexual assumido. Tudo para ele é "mara" (maravilhoso). Apesar das roupas espalhafatosas e do comportamento delicado, é o exemplo de virilidade para sua mulher. Excêntrico, ele possui uma segunda personalidade, a drag queen Dirla Thomas. Ladir também tem muita afeição pelos homens do décimo-primeiro andar do bloco C do condomínio, em especial por Mário Jorge,
- Deise Coturno (Norma Bengell): É outra moradora do prédio. Uma lésbica de comportamento bem masculino, o que provoca o preconceito de Dona Álvara. Passa várias horas no prédio dos dois casais, às vezes sem nem mesmo ser convidada, e aproveita para cantar Rita, Celinha e principalmente Bozena, a quem ela persegue frequentemente. É revelado durante a série que Deise possui uma pitbull de estimação chamada Xena.
- Drª. Percy Lambert (Miguel Magno): Psicoterapeuta de Adônis, passa a analisar toda a família. Formou-se em Massachusetts. Ela é mestre em Psicologia de Confronto (área fictícia da psicologia criada pela personagem), exercendo sua profissão através da UNIJamba, dando também consultas no parque aquático do condomínio.

Recorrentes
- Ratão (Alexandre Zacchia): Morador da Comunidade do Porco Fumado. É comparsa de Isadora em suas armações ilícitas e trabalha como segurança dela também. Apesar de citado em todas as temporadas, aparece pessoalmente apenas na segunda apresentando segundas intenções com Bozena.
- Princesa Grace (Jessica Marina): Namorada de Adônis durante quase a segunda temporada inteira. Ela mora no complexo Jambalaya, age como cachorro e tem problemas psicológicos semelhantes ao seu namorado.

## Episódios
| Temporada | Temporada | Episódios | Exibição Original      | Exibição Final         |
| --------- | --------- | --------- | ---------------------- | ---------------------- |
|           | Piloto    | Piloto    | 29 de dezembro de 2005 | 29 de dezembro de 2005 |
|           | 1         | 20        | 7 de agosto de 2007    | 18 de dezembro de 2007 |
|           | 2         | 37        | 1 de abril de 2008     | 16 de dezembro de 2008 |
|           | 3         | 34        | 14 de abril de 2009    | 22 de dezembro de 2009 |

## Produção
O episódio piloto, exibido como especial de final de ano, foi exibido em 29 de dezembro de 2005, numa quinta-feira, sendo que o elenco original era formado por Miguel Falabella como Mário Jorge, Débora Bloch como Rita, Adriana Esteves como Celinha, Diogo Vilela como Arnaldo, Mitzi Evelyn como Isadora, George Sauma como Tatalo, Daniel Torres como Adônis e Alessandra Maestrini como Bozena. A audiência ficou em 34 pontos de Ibope, ou seja, 58% de participação, o que garantiu que o seriado fosse confirmado para a grade fixa da emissora. Todavia o seriado não entrou logo em 2006, uma vez que todas as faixas estavam ocupadas por outras produções, ficando para a programação de 2007, inicialmente anunciado para substituir Sob Nova Direção aos domingos e posteriormente ocupando o horário de A Diarista às terças-feiras.
Débora Bloch não pôde participar do seriado por estar envolvida com sua peça teatral e em seu lugar foram cogitadas as atrizes Fernanda Torres, Denise Fraga e Marisa Orth, sendo que esta última acabou sendo escolhida. A personalidade de Isadora acabou sendo alterada, deixado de lado a menina rebelde do piloto para dar lugar a uma garota sem caráter e mais sensual, além de se tornar alguns anos mais velha. Por esse motivo, a atriz original, Mitzi Evelyn, foi substituída por Fernanda Souza. Arlete Salles havia sido escalada para outra personagem, a síndica que originalmente se chamaria Zara, porém Miguel achou que a atriz se enquadraria melhor como Copélia, passando o primeiro papel para Stella Miranda, que mudou de nome para Álvara. Na segunda temporada, Cininha de Paula assume a direção geral da série, pois Mauro Mendonça Filho assumiu a direção geral da novela Negócio da China, também de Miguel Falabella. Nesta temporada Norma Bengell estava programada para aparecer apenas no episódio "Falando Grosso", porém com a boa recepção da crítica e o apelo do público para que ela voltasse, a personagem acabou se tornando fixa logo depois.

## Exibição
Foi reapresentado de 6 de abril de 2012 a 9 de junho de 2025 no Viva, toda sexta às 21h00, com reprise nas quartas às 22h30 e nos domingos às 20h00. Passou a ser exibida diariamente a partir de 3 de agosto de 2022, substituindo a minissérie O Quinto dos Infernos, ás 19h30 e posteriormente, em 22 de agosto, ás 20h00, com a entrada de Mister Brau. Com o rebranding desse para Globoplay Novelas, a série passaria a ser exibida no Multishow dentro da faixa Sessão Nostalgia desde 10 de junho de 2025. Inclusive, a sitcom foi a última atração do antigo canal Viva a ser exibida antes de sua transição.
Entre 11 a 29 de março de 2019, foi reprisada de forma local apenas para Globo Brasília, de segunda a sexta, após o Jornal da Globo, enquanto que as afiliadas do Paraná e da região de Campinas (SP) exibiam a sessão de filmes Festival de Sucessos e as demais regiões do país exibiam a série norte-americana Lições de Um Crime (How to Get Away With Murder).
Foi reprisada na Sessão Comédia de 1º de agosto até 26 de dezembro de 2020 para todo o país, substituindo a Sessão de Sábado e para as afiliadas substituindo O Melhor da Escolinha, sendo substituída novamente pela Sessão de Sábado. A exibição, no entanto, continuou para as afiliadas com programação local. 
Entre os dias 2 de janeiro e 3 de julho de 2021, a série voltou a ser exibida nas praças sem programação local, substituindo mais uma vez a Sessão de Sábado e sendo substituída pela Escolinha do Professor Raimundo, que foi a sua antecessora na faixa em 2020.

## Repercussão

### Audiência
O show teve uma boa estreia e conseguiu liderar o Ibope no horário, sendo que o primeiro episódio teve 31 pontos de média e 50% de participação. Já o segundo episódio mostrou uma queda de audiência, a média foi de 26 pontos. O episódio do dia 06/09 registrara 23 pontos, a mesma audiência que foi dada como pretexto para o cancelamento de A Diarista. O nono episódio chegou a marcar apenas 25 pontos. Os índices da série fizeram surgir rumores de que a série poderia não ganhar uma segunda temporada ou ser transferida para o domingo. Apesar desses rumores a série ganhou uma 2ª temporada, e continuou a ser exibido nas terças-feiras .
Na estreia da segunda temporada, foram registrados 23 pontos, número que cresceu nos episódios seguintes e, posteriormente, voltou a cair. No episódio do dia 9 de Dezembro, a microssérie Capitu foi exibida no lugar do humorístico, fazendo com que o episódio A Grama do Vizinho fosse exibido no dia seguinte, 10 de Dezembro, depois da novela A Favorita. O fato de ser exibido mais cedo que o comum causou o recorde da segunda temporada, uma média de 29 pontos, índices parecidos com a série mais assistida da TV Globo e do país, A Grande Família e maiores do que o Casseta e Planeta. As audiências dos 21 primeiros episódios da temporada oscilaram entre 21 e 25 pontos. Durante a exibição da minissérie Cinquentinha, por duas semanas, o Toma Lá Dá Cá foi exibido na quarta-feira E obteve 29 pontos de média, os recordes da temporada. No último episódio da série, A caminho das estrelas, a audiência foi de 19 pontos, uma brusca queda de 10 pontos em relação às duas semanas anteriores.

### Prêmios
| Ano  | Prêmio                    | Nomeação             | Categoria                            | Resultado | Ref.   |
| ---- | ------------------------- | -------------------- | ------------------------------------ | --------- | ------ |
| 2008 | Prêmio Extra de Televisão | Toma Lá Dá Cá        | Melhor série                         | Venceu    | [ 22 ] |
| 2008 | Prêmio Qualidade Brasil   | Alessandra Maestrini | Melhor Atriz de Programa Humorístico | Venceu    | [ 23 ] |
| 2009 | Prêmio Qualidade Brasil   | Marisa Orth          | Melhor Atriz de Programa Humorístico | Venceu    | [ 23 ] |